# 니콜라스 아트
니콜라스 아트(Nicholas Art, 1999년 1월 13일 ~ )는 미국의 배우, 영화배우, 텔레비전 배우이다.
밀퍼드에서 태어났다.

## 영화
- 나잇 & 데이 (2010년)
- 챈스 일병의 귀환 (2009년) - 네이트 스트로블 역
- 내니 다이어리 (2007년) - 그레이어 역
- 시리아나 (2005년) - 릴리 우드맨 역
- 가딩 라이트 (1952년)